# Landau (cráter)

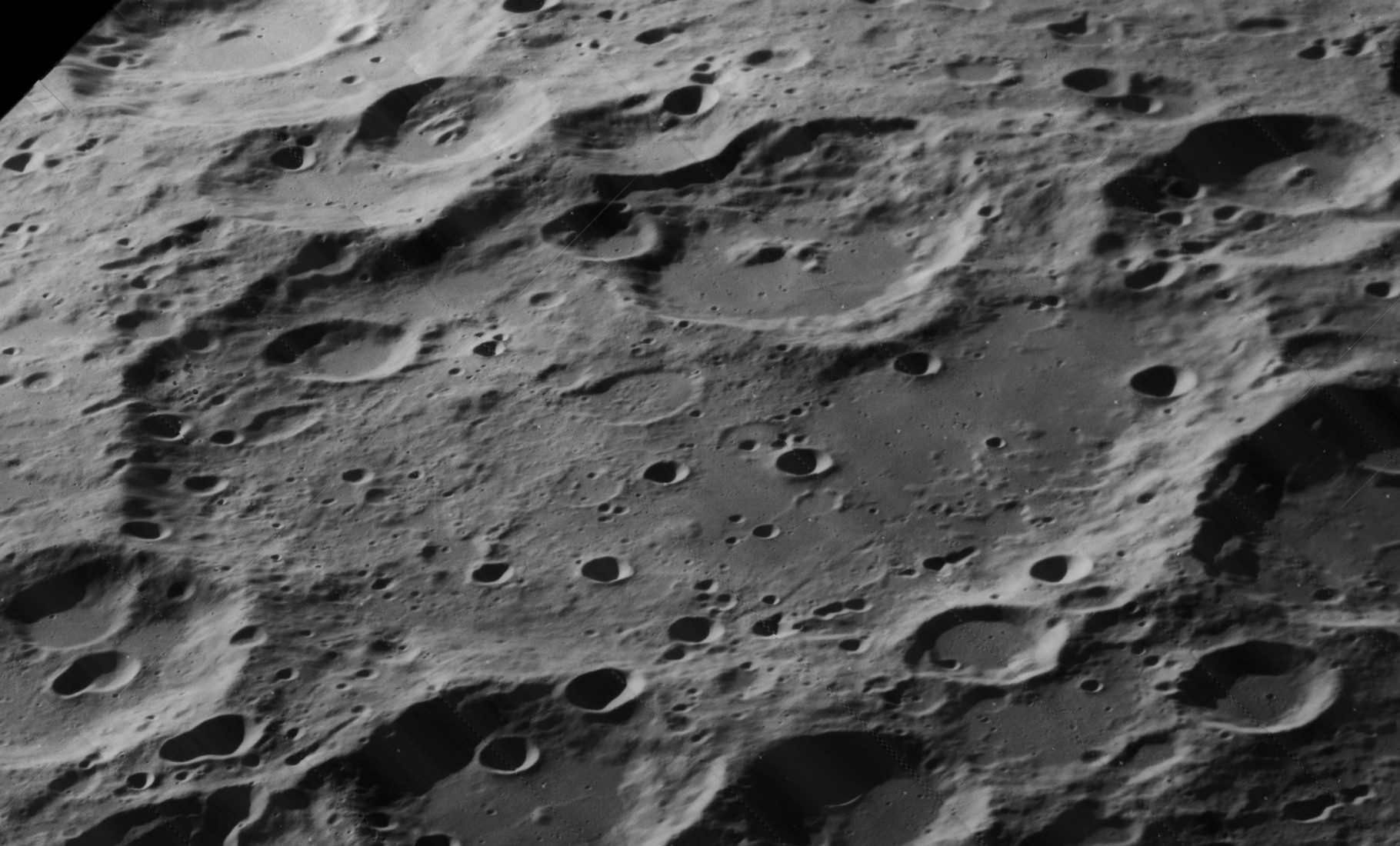
Imagen oblicua de la misión Lunar Orbiter 5, mirando al oeste

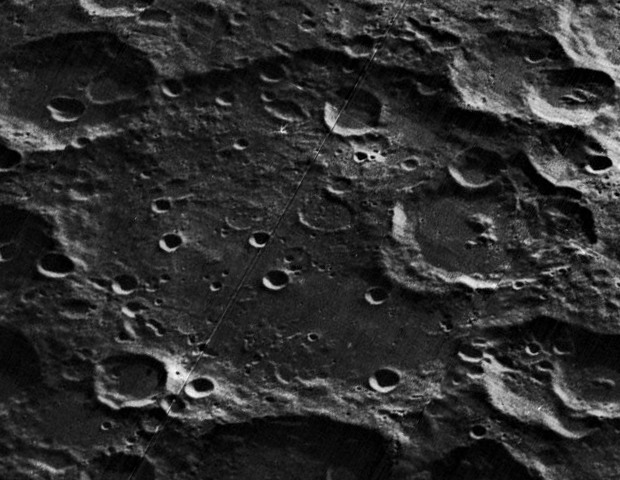
Otra vista oblicua desde el Lunar Orbiter 5, mirando al suroeste

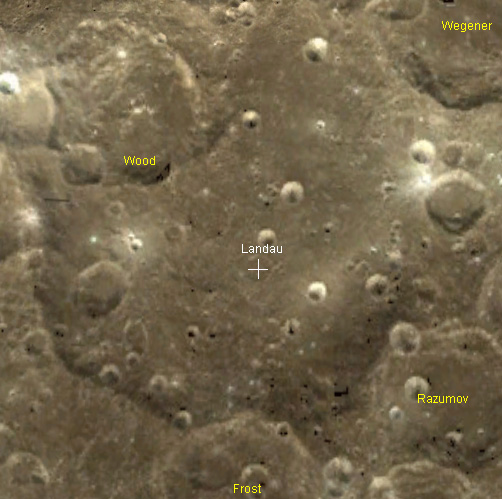
Vista de Landau tomada desde una nave en órbita

Landau es un gran cráter de impacto que se encuentra en el hemisferio norte de lacara oculta de la Luna. Fue nombrado en memoria del físico Lev Landau. El cráter Wegener está unido al borde noreste. Junto al borde sureste se halla Frost.
|  |

El borde exterior de Landau está fuertemente erosionado y modificado por impactos posteriores. El más notable de estos es Wood, que se superpone al brocal de Landau en su lado noroeste. Gran parte de su suelo es montañoso e irregular, únicamente el cuadrante noreste aparece algo más nivelado. Presenta varios pequeños cráteres en el interior. La parte más intacta del brocal se localiza en el suroeste, aunque es poco más que una línea de crestas bajas.
Landau se encuentra aproximadamente en el margen de la cuenca Coulomb-Sarton, una depresión de 530 km de ancho del Período Pre-Nectárico.

## Cráteres satélite
Por convención estos elementos son identificados en los mapas lunares poniendo la letra en el lado del punto medio del cráter que está más cercano a Landau.
|        | \| Landau \| Coordenadas \| Diámetro \| \| ------ \| ------------------------------- \| -------- \| \| Q \| 41°00′N 121°42′O / 41.0, -121.7 \| 32 km \| |          |
| Landau | Coordenadas | Diámetro |
| Q      | 41°00′N 121°42′O / 41.0, -121.7 | 32 km    |